# Bôa
Bôa — британская альтернативная / инди-рок-группа. Была сформирована в Лондоне в 1993 году барабанщиком Эдом Хертеном. На сегодняшний день состав у группы следующий: Джасмин Роджерс (вокал), Стив Роджерс (вокал/гитара), Алекс Кёрд (бас-гитара) и Ли Салливан (барабаны/пианино). Со временем звучание группы перешло от фанка к року. Они выпустили два наиболее значимых альбома , Twilight (2001) и Get There (2005). Пожалуй, их самая известная песня, Duvet, стала темой опенинга аниме-сериала Serial Experiments Lain. И как результат, они стали широко известны среди любителей аниме по всему миру. Первоначально, группа подписала контракт с Polystar (Япония) и выпустила свой первый альбом 'Race of a Thousand Camels' (1998) под этим лейблом. Тем не менее, группа предпочла сменить лейбл и подписали контракт с Pioneer LDC (сейчас известной как Geneon) для выпуска своего следующего альбома Twilight (2001).
После успеха альбома Twilight, группа решила создать свой собственный независимый лейбл Boa Recordings, для записи альбома Get There (2005). Их последний, на данный момент, альбом, был издан 1 февраля 2005 года. В данном альбоме Bôa взяли новое направление, с более проработанными текстами и мелодиями, и одновременно, сделав звучание мягким, ещё более подходящему под понятие инди-рок. Также, на этом альбоме присутствует больше акустических элементов, чем на предыдущей работе группы.

## История группы
Первоначально, Bôa была фанк-группой, образованной в 1993 году барабанщиком Эдом Хертеном, клавишником Полом Таррелом и гитаристом/вокалистом Стивом Роджерсом.
Алекс Кёрд, который играл вместе с Эдом (в группе Draggin' Bones), вскоре был принят в группу на место бас-гитариста. Младшая сестра Стива, Джасмин Роджерс, была приглашена спеть припев одной из первых песен группы под названием "Fran", и вскоре она стала солисткой. Бен Хендерсон, который играл с Алексом в группе Doctor Sky, был приглашен играть на саксофоне.
Их первый концерт состоялся в январе 1994 года в London Forum, при поддержке отца Стива и Джасмин, британского певца Пола Роджерса (известного по таким группам как Free и Bad Company).  Летом того же года, Эд Хертен решил покинуть группу, чтобы сконцентрироваться на учебе, и они пригласили нового барабанщика, Ли Салливана (сын Терри Салливана, барабанщика группы Renaissance). Ли привнес более роковое звучание, которое дополняло звук группы.
Bôa оттачивали свои живые выступления на многих концертах по всей Южной Англии, таких как Glastonbury Festival (1995). В результате их выступления на Glastonbury Festival, они были выбраны в качестве главной группы для документального фильма об этом фестивале, который впоследствии был показан на шоу "Shift" в Лондоне. В 1996 году они подписали контракт с японской компанией, Polystar. Они записали три песни: "Twilight", "Deeply", и "Elephant" в Лондоне, с продюсером Дарреном Аллисоном (Spiritualized, The Divine Comedy) в студии Red Bus. Остальные песни для альбома, были записаны с продюсером Нейлом Уолшем в Monnow Valley Studios.  Хотя альбом был записан и сделан в Англии, Джасмин и Стив отправились в Японию в 1998 году для выпуска своего дебютного альбома Race of a Thousand Camels,  который выпускался только в этой стране.
В это время, группа выпустила свой первый сингл, под названием "Duvet".  Этот сингл был очень популярен в Японии и стал темой опенинга аниме-сериала  Serial Experiments Lain. Песня "Duvet" также была на альбоме Race of a Thousand Camels. Между тем, группа работала с продюсером Стюартом Эппсом над новым материалом, в том числе акустической версии Duvet и песней Drinking.
В 2000 году, Polystar выпустили Tall Snake EP и Duvet on the 20th Aniversary Of Polystar Collection Vol.1 Female Vocal Love Songs. Мини-альбом Tall Snake EP был выпущен в Японии, включая в себя все три версии Duvet и две песни (Little Miss и Two Steps). Тем не менее, в 2000 году, Бен Хендерсон покинул группу, чтобы сосредоточиться на своём проекте, Moth, вместе с женой, певицей Тиной Хендерсон.
Группа начала гастролировать более интенсивно и использовала это время, чтобы получить вдохновение для своего следующего альбома. В 2000 году, Bôa отыграли концерт на съезде Otakon  и были хорошо приняты поклонниками  Serial Experiments Lain. В сентябре 2002 года они выступили в Hammersmith Apollo (Лондон) и получили хорошие отзывы за своё выступление. 
В 2001 году из-за разногласий с Polystar, группа сменила лейбл и подписали контракт с Pioneer LDC (теперь известной как Geneon Universal). Race of a Thousand Camels был переименован в  Twilight и выпущен в США в 2001 году компанией Pioneer Music. Альбом Twilight состоял из песен оригинального японского альбома, а также включал в себя новые треки. Они работали в тесном сотрудничестве с Тоддом Калберхаусом и гастролировали в США в поддержку альбома. В середине тура, группу покидает Пол Таррелл . Однако, группа решила закончить тур и отыграть на AnimeFest в Далласе, штат Техас (август 2001).
Песня "Duvet" была ремиксована DJ Wasei , а в октябре 2003 года, она была добавлена на ещё один саундтрек к аниме Serial Experiment Lain под названием Serial Experiment Lain Soundtrack: Cyberia Mix. Также участники сняли клип на эту песню. Известно, что клип был снят на крыше квартиры Ли.
К 2003 году, группа решила создать свой собственный звукозаписывающий лейбл Boa Recordings. Они начали записывать свой третий, успешный альбом, под названием Get There и выпустили его на своём собственном лейбле в 2005 году . Альбом в настоящее время доступен для покупки на Itunes Store  Так же, альбомы Twilight и Get There можно найти на сайте их официального дистрибьютора CD Baby .
В сентябре 2004 года Стив и Джасмин исполнили песню "Drinking" вместе с их отцом, Полом Роджерсом, на концерте The Pack Strat. В этом концерте также участвовали: Джо Уолш, Гэри Мур, Брайан Мэй, Дэвид Гилмор и многие другие. Данное мероприятие было посвящено 50-летию гитары Fender Stratocaster. Фильм был выпущен в 2005 году.
В 2012 году участники создали страницу на сайте JustGiving и объявили, что начинают собирать деньги для AAR JAPAN - благотворительной организации, которая старается исправить разрушительные последствия цунами 2011 года.
4 января 2017 года скончался бывший клавишник группы Пол Таррелл, о чём сообщила группа на своей странице в Facebook на следующий день.
В мае 2017 года на сайте бывшего клавишника группы Пола Таррела был обнаружен невыпущенный альбом Bôa под названием The Farm.
В декабре 2018, виниловое издание Duvet было выпущено эксклюзивно для Японского рынка. Это был сюрприз для Bôa, которые не планировали выпускать пластинки. Группа поделилась новостью на своей официальной странице в Facebook и спросила, купили ли фанаты издание в Японии.

## Дискография
- Duvet (1997)
- The Race of a Thousand Camels (1998)
- Serial Experiments Lain Soundtracks (1998)
- Tall Snake EP (1999)
- Duvet on 20th Anniversary of Polystar Collection Vol.1 Female Vocal Love Songs (2000)
- Twilight (2001)
- Serial Experiment Lain Soundtrack: Cyberia Mix 'Duvet remix' (2003)
- Get There (2005)
- Whiplash (2024)

## Фильм
- The Strat Pack: Live in Concert (2005)

## Состав

### Текущий
- Стив Роджерс — гитара, вокал (1993 — н. в.)
- Алекс Керд — бас-гитара (1993 — н. в.)
- Жасмин Роджерс — вокал, акустическая гитара, перкуссия (1993 — н. в.)
- Ли Салливан — барабаны, перкуссия, клавиши (1994 — н. в.)

### Бывшие участники
- Пол Таррелл — композитор, клавиши, перкуссия, гитара (1993—2001)
- Эд Хертен — барабаны, перкуссия (1993—1994)
- Бен Хендерсон — композитор, гитара, саксофон (1993—2000)